# Federico Guglielmo Lento
Federico Guglielmo Lento (Filadelfia, 4 agosto 1942 – Catania, 25 ottobre 2010) è stato un politico italiano.

## Biografia
Medico dermatologo ed infettivologo, membro del PCI di Gela, membro del Consiglio d'Europa, docente di Parassitologia medica all'Università di Messina. Aveva successivamente aderito ai Democratici di Sinistra e al Partito Democratico.
Alle elezioni politiche del 1992 fu eletto alla Camera dei deputati per il PRC nella circoscrizione Palermo-Trapani-Agrigento-Caltanissetta, raccogliendo 3.328 preferenze.
Alle elezioni politiche del 1996 fu rieletto alla Camera dei deputati con la coalizione dell'Ulivo grazie a 35.347 voti ottenuti nel collegio uninominale di Gela. Si iscrive al gruppo parlamentare del Sinistra Democratica - L'Ulivo, che lascia alla volta del Partito dei Comunisti Italiani nel novembre 1998.
Successivamente aderì al Partito Democratico.
È morto a Gela all'età di 68 anni, dopo un'improvvisa malattia.

## Opere
- Storie di ordinaria emarginazione.(Introduzione di Rosario Crocetta. Prefazione di Dario Bellezza). Editore Ianua, 1992.
- Onorevole...per caso. Il mio libro.it editore 2008.